# Ceremony in Flames
Ceremony in Flamesn è il primo album in studio pubblicato dalla band black metal norvegese Wurdulak, nel 2001 dalla Baphomet Records.
L'album è dedicato a Euronymous.

## Tracce
1. At One With The Beast
2. Satanic Utopia
3. Cauterizing The Wounds Of Christ
4. Containment Of Inferno
5. Buried Beneath Perversion
6. Ceremony In Flames
7. Chosen Below
8. Gospels Of Depravity

## Formazione
- Killjoy - voce
- Maniac - voce
- Ihizahg - chitarra
- Frediablo - chitarra
- Fug - chitarra
- Iscariah - basso
- Jehmod - batteria